# 황인선 (축구인)
황인선(1976년 2월 2일~)는 대한민국의 여자 축구 선수, 지도자로 현역 시절 포지션은 미드필더이다. 

## 선수 경력
- 2010년 1월 1일 기준

### 국가대표팀
- 2001년 AFC 여자 챔피언십 국가대표
- 2003년 AFC 여자 챔피언십 국가대표
- 2003년 FIFA 여자 월드컵 국가대표

## 국가대표팀 득점 기록
- 득점과 결과 리스트는 대한민국 여자 축구 국가대표팀의 득점을 먼저 기록

| # | 일시 | 장소 | 상대 국가 | 득점 | 결과 | 경기 형식 |
| - | ---- | ---- | --------- | ---- | ---- | --------- |

## 지도자 경력
- 제16회 광저우 아시안게임 여자축구 국가대표팀 코치
- 대한민국 U-20 여자축구 국가대표팀 코치
- 대한민국 여자축구 국가대표팀 감독대행
- 대한민국 여자축구 국가대표팀 코치
- 대한민국 U-20 여자축구 국가대표팀 감독

## 수상 경력

### 국가대표팀
- 2003년 AFC 여자 챔피언십 3위